# پردایس (پنسیلوانیا)
پردایس (به انگلیسی: Paradise) یک منطقهٔ مسکونی در ایالات متحده آمریکا است که در شهرستان لنکستر، پنسیلوانیا واقع شده‌است. پردایس ۱٬۱۲۹ نفر جمعیت دارد و ۱۱۰٫۹۵ متر بالاتر از سطح دریا واقع شده‌است.